# Mim dorsibrú
El mim dorsibrú (Mimus dorsalis) és un ocell de la família dels mímids (Mimidae).

## Hàbitat i distribució
Habita zones àrides amb matolls a les muntanyes del nord de la puna, a Bolívia, nord-oest de l'Argentina i l'extrem nord de Xile.